# Bernhard Hennen

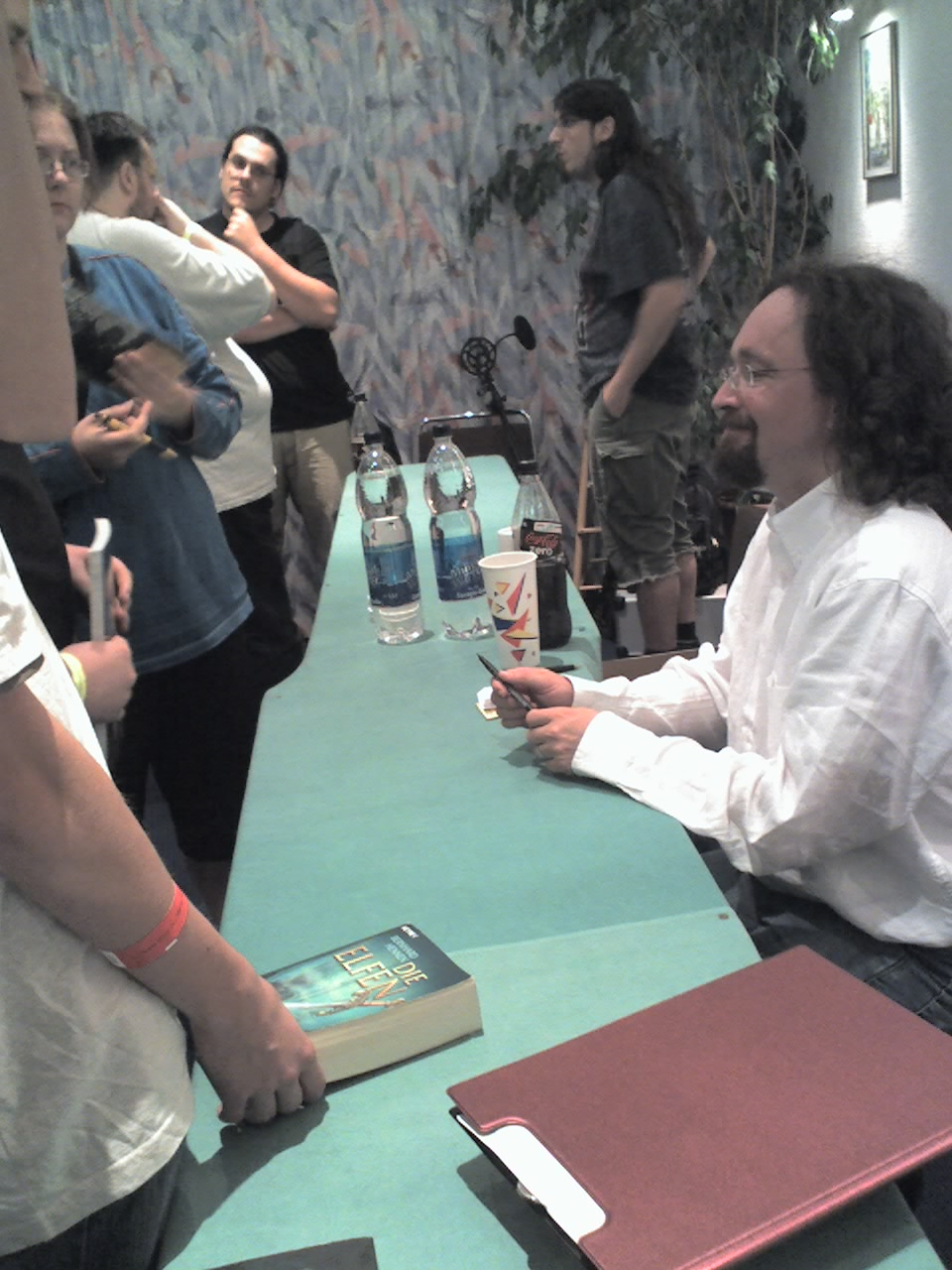
Bernhard Hennen

Bernhard Hennen (Krefeld, 1966) is een Duits schrijver van fantasy. Hij wordt algemeen beschouwd als een van de beste Duitsers in het genre en is vooral bekend geworden omwille van zijn serie De Elfen. Hennen is een goede vriend van Wolfgang Hohlbein, met wie hij enkele Oog des Meesters-boeken (Duits: Das Schwarze Auge, Engels: The Dark Eye) schreef. Hij studeerde germanistiek en geschiedenis. In plaats van een voor de hand liggende beroepskeuze te volgen, begon hij te schrijven, historische en fantasy-romans. Bernhard Hennen woont met zijn vrouw en twee kinderen in Krefeld.